# حبيل المرادع (السبرة)

تعديل مصدري - تعديل

حبيل المرادع محلة تابعة لقرية دار السمايا، التابعة لعزلة التربة بمديرية السبرة إحدى مديريات محافظة إب في الجمهورية اليمنية.، بلغ تعداد سكانها 46 حسب تعداد اليمن لعام 2004.